# Thomas-Morse MB-1
Die Thomas-Morse MB-1 war ein einmotoriges Eindecker-Flugzeug mit offenem Cockpit, das 1918 vom amerikanischen Thomas-Morse-Flugzeugbau für den United States Army Air Service hergestellt wurde.
Die Maschine wurde von B. Douglas Thomas (nicht mit den Firmengründern verwandt) als Hochdecker entworfen. Der Flügel wurde von Verkleidungsstützen getragen, die zusätzliche Stützbereiche boten. Um die Struktur so leicht wie möglich zu gestalten, wurden alle Metallteile gebohrt und die Sperrholzschotte mit ausgeschnittenen Abschnitten versehen. Angetrieben mit einem Liberty L 12-Triebwerk flog die MB-1 nur einmal, denn das Triebwerksgewicht des 12-Zylinders war für das Flugzeug zu hoch, sodass das Fahrwerk zusammenbrach, während das Flugzeug nach dem ersten Flug für einen weiteren Flug zum Start rollte.

## Technische Daten
| Kenngröße       | Daten                                                                                            |
| --------------- | ------------------------------------------------------------------------------------------------ |
| Besatzung       | 1                                                                                                |
| Länge           | 6,70 m                                                                                           |
| Spannweite      | 11,28 m                                                                                          |
| Höhe            | 2,56 m                                                                                           |
| Leermasse       | 680 kg                                                                                           |
| max. Startmasse | 1077 kg                                                                                          |
| Triebwerke      | 1 × Liberty L-12, 400 PS (ca. 290 kW), wassergekühlter V-12-Linearmotor, Zweiblatt-Holzpropeller |
| Bewaffnung      | 2 × MG, 7,7 mm                                                                                   |